# Cytheren-Quadrille
Cytheren-Quadrille, op. 6, är en kadrilj av Johann Strauss den yngre. Den spelades för första gången den 19 november 1844 på Café Dommayer i Hietzing.

## Historia
Denna gång rörde det sig om en så kallad Benefizkonzert, en välgörenhetsfest vars nettovinst inte gick till anordnaren utan till artisten (i detta fall Johann Strauss den yngre). Konserten annonserades som "En hänryckande kväll" och vände sig främst till unga gäster och salen dekorerades med exotiska inslag. Gästerna skulle känna sig som i Konstantinopels seralj. Vid samma tillfälle framfördes även vals Serail-Tänze.
Den ovanliga titeln på kadriljen föranledde en del att spekulera huruvida verket var byggd på melodier från Christoph Willibald Glucks opera La Cythère assiégée, men en jämförelse visade att de båda verken inte hade något med varandra att göra. Istället hade Strauss vänt sig till den klassiska mytologin, i detta fall till den grekiska kärleksgudinnan Afrodite eller snarare hennes hem på ön Kythera. Cythera är även den latiniserade biformen av Afrodite.

## Om kadriljen
Speltiden är ca 5 minuter och 46 sekunder plus minus några sekunder beroende på dirigentens musikaliska tolkning.

## Weblänkar
- Dynastin Strauss 1844 med kommentarer om Cytheren-Quadrille.
- Cytheren-Quadrille i Naxos-utgåvan.